# La Mesa de la Gloria
La Mesa de la Gloria är en ort i Mexiko.   Den ligger i kommunen Mezquital och delstaten Durango, i den centrala delen av landet, 700 km nordväst om huvudstaden Mexico City. La Mesa de la Gloria ligger 2 679 meter över havet och antalet invånare är 249.
Terrängen runt La Mesa de la Gloria är kuperad. Runt La Mesa de la Gloria är det mycket glesbefolkat, med 3 invånare per kvadratkilometer. Närmaste större samhälle är Mesa de San Antonio, 10,4 km nordost om La Mesa de la Gloria. I omgivningarna runt La Mesa de la Gloria växer huvudsakligen savannskog.